# 3e bataillon de volontaires de l'Aisne
Le 3e bataillon de volontaires de l'Aisne, était une unité militaire de l’armée française créée sous la Révolution française. Il fut également appelé plus simplement 3e bataillon de l'Aisne.

## Création et différentes dénominations
Le 3e bataillon de volontaires de l'Aisne est formé à 8 compagnies et 1 compagnie de grenadiers du 28 au 30 août 1791 à La Fère.
- Compagnie de grenadiers
- 1re compagnie de Chauny
- 2e compagnie de Chauny
- 3e compagnie de Chauny
- 4e compagnie de Chauny
- 5e compagnie de Saint-Quentin
- 6e compagnie de Saint-Quentin
- 7e compagnie de Saint-Quentin
- 8e compagnie de Saint-Quentin

Après être rentré des colonies, en 1799, les débris du 3e bataillon de volontaires de l'Aisne sont amalgamés dans les :
- 82e demi-brigade de deuxième formation pour une partie du 3e bataillon
- 19e demi-brigade légère de deuxième formation pour une autre partie du 3e bataillon
- 86e demi-brigade de deuxième formation pour la compagnie de grenadiers

## Commandants
- 1791-1793 : Pierre Bordier de Beaumont lieutenant-colonel en chef
- 1791-1793 : Louis Marie Joseph de Fay de Quincy lieutenant-colonel en second
- 1793-1794 : Pierre Glénat, originaire de Fontaine dans l'Isère, lieutenant-colonel en chef du détachement resté à Saint-Domingue, précédemment capitaine de la 1re compagnie du 3e bataillon de volontaires de l'Aisne.
- 1794-1795 : Jean-Baptiste Louis Mayeux, originaire de Guny, âgé de 22 ans en 1791, lieutenant-colonel en chef du détachement resté à Saint-Domingue, précédemment capitaine de la 4e compagnie du 3e bataillon de volontaires de l'Aisne.
- 1795-1796 : Jean-Moran Armspach

## Historique des garnisons, combats et batailles

### 1791
Le bataillon est formé à La Fère, du 28 au 30 août 1791, avec 541 volontaires originaires des districts de Chauny (1re, 2e, 3e et 4e compagnies) et de Saint-Quentin (5e, 6e, 7e et 8e compagnies).

Complètement armé mais ne disposant que de 45 habits et totalement dépourvu d'équipement, il est passé en revue, à Saint-Quentin, le 4 par le lieutenant-général d'Aumont.

Le 5 septembre, il est envoyé au Cateau pour y tenir cantonnement et y est inspecté le 12 novembre par le maréchal de camp Dillon.

### 1792
Affecté aux troupes désignées pour servir aux colonies, le bataillon quitte Le Cateau le 5 mai et passant par Le Catelet, Plélan le 29 mai, Ploërmel le 30, Josselin le 1er juin il arrive le 4 à Lorient. Le 3 août, il embarque, avec le général Rochambeau pour la Martinique.

La Martinique étant entré en insurrection contre la République et arborant la cocarde blanche, le gouverneur de l'île, Jean-Pierre-Antoine de Béhague, s'oppose par la force au débarquement des troupes de Rochambeau arrivés en rade de Fort-Royal en septembre 1792. Chassées, les troupes doivent quitter Fort-Royal. 4 compagnies et demie, aux ordres du lieutenant-colonel en second, Louis Marie Joseph de Fay de Quincy, se réfugient à Saint-Christophe, tandis que l'état-major, avec les grenadiers, le reste du bataillon et le drapeau, soit 17 officiers et 238 hommes, se rendent à Saint-Domingue et arrivent au Cap le 3 octobre.

### 1793
Le bataillon est alors divisé en deux détachements. 

A peine arrivé, la fièvre jaune fait des ravages dans le détachement de Saint-Domingue qui devient extrêmement réduit. Du 19 et 24 juin, le 3e bataillon de volontaires de l'Aisne assiste impuissant à la tentative de Galbaud puis au pillage et à l'incendie du Cap par les rebelles.
Les compagnies du 3e bataillon revenues en France, sont affectées à l'armée des Côtes de Brest. Le 10 février, les 215 hommes du bataillon quittent Rostrenen et, par Carhaix, Châteaulin, Le Faou et Landerneau, ils gagnent Brest le 16 pour être employées sur les vaisseaux de la République. Le 27 mai à Brest, ces compagnies sont passées en revue par le général Serre de Gras. Le 3e bataillon de volontaires de l'Aisne de France est reconstitué par un renfort de 145 réquisitionnaires du Finistère. Le 19 novembre le 3e bataillon de volontaires de l'Aisne de France est envoyé en Vendée pour participer à la virée de Galerne et éprouve quelques pertes à la bataille de Pontorson le 19 novembre.

### 1794
Le 22 septembre, le détachement de Saint Domingue ne compte plus que 45 hommes, et son chef, Glénat, proteste contre l'organisation faite en France, alors que le drapeau est toujours à Saint-Domingue.
Le 13 janvier, le bataillon de France reçoit 226 réquisitionnaires du district de Brest, dont 108 désertent aussitôt, et le 11 avril 145 réquisitionnaires du district de Lesneven. En mai et en juin, il participe à plusieurs combats, puis le 16 juillet il est embrigadé, aux landes de Crozon, avec le 1er bataillon du 77e régiment d'infanterie (ci-devant La Marck) et le 7e bataillon de volontaires du Calvados pour former 141e demi-brigade de première formation. Formant le 2e bataillon de la 141e demi-brigade, le détachement de France du 3e bataillon de l'Aisne reste affecté, sans être amalgamé, à l'armée des Côtes de Brest.

Le détachement de Saint-Domingue n'est ni affecté, ni amalgamé.

### 1795-1799
En 1795, le bataillon de France prend part aux combats de Lesneven et de Pontorson et à la bataille de Quiberon.

En avril 1796, il embarque pour Saint-Domingue, où il retrouve le détachement commandé par Jean-Baptiste Louis Mayeux. Le 3e bataillon de volontaires de l'Aisne, alors réuni fait la campagne de Curaçao et assiste au
combat du Cap. 

En 1798, un premier convoi comprenant le chef de bataillon, avec 50 officiers ou volontaires et 62 de la ci-devant 141e demi-brigade de première formation, rentre en France sur le bateau La Cocarde-Nationale et débarque à Brest le 6 décembre 1798. Un second convoi comprenant, 19 officiers et 358 hommes, renvoyés par le général de Hédouville rentre également en France à bord de la frégate La Sirène et de l'aviso L'Enfant-Prodigue et arrive à Lorient le 17 décembre 1798. 

Après leur arrivée en France, les débris du 3e bataillon de l'Aisne sont rattachés à l'armée d'Angleterre puis sont incorporés dans les demi-brigades de deuxième formation :
- Le 12 février 1799, une première partie du 3e bataillon est amalgamé dans la 82e demi-brigade de deuxième formation
- Le 14 mars 1799, une autre partie du 3e bataillon est amalgamé dans la 19e demi-brigade légère de deuxième formation
- La compagnie de grenadiers qui n'a pas été envoyée à Saint-Domingue, et est restée en France, est incorporée dans la 86e demi-brigade de deuxième formation.

## Biographie de personnes ayant servi au3ebataillonde volontaires de l'Aisne

### Pierre Bordier de Beaumont
Pierre Bordier de Beaumont est né au château de Beaumont, paroisse de Saint-Pardoux, le 2 mai 1738. Il commence sa carrière militaire en 1760 dans le régiment de Chapt dragons et devient cornette de ce même régiment en 1762 puis du régiment de Belsunce dragons lorsque le régiment est réformé en 1763. En 1768, il est promu sous-lieutenant, toujours dans Belsunce-Dragons, puis lieutenant en 1772 et devient capitaine dans le bataillon de garnison de Soissonnais en 1779. Fait chevalier de Saint-Louis, il prend sa retraite, avec pension, en 1790. Il reprend du service lors de la Révolution et est élu, le 4 septembre 1791, lieutenant-colonel en chef du 3e bataillon de volontaires de l'Aisne. Passé à Saint-Domingue avec la moitié de son bataillon il meurt de la fièvre jaune le 21 mars 1793.

### Louis Marie Joseph de Fay de Quincy
Louis-Marie-Joseph de Fay de Quincy, seigneur de Chuignolles, de Quincy-Basse et d'autres lieux, est né à Chuignolles dans le département de la Somme le 19 mars 1751 de Louis Charles De Fay, seigneur de Chuignolles, Foucaucourt et autres lieux et de Marie Jeanne de Witasse. 

Marié en premières noces le 18 janvier 1777 à Orléans, avec Françoise Edouarde Joseph Chabaille d'Auvigny, il divorce en 1786-1787.

Élu maire de Quincy le 31 janvier 1790, démissionne le 15 septembre de la même année, s'engage en tant que volontaire et est élu le 4 septembre 1791, lieutenant colonel en second du 3e bataillon de volontaires de l'Aisne. Rentré en France après l'évacuation de la Martinique, il est contraint de démissionner, en 1793, en raison de sa noblesse. Le 11 décembre 1795, il est nommé commissaire du Directoire exécutif près de l'administration municipale du canton de Coucy. 

Il se marie en secondes noces en 1796 avec Marie-Catherine Pélagie Binet avec laquelle il a 5 enfants.

Le 29 avril 1800 devient commissaire du Gouvernement et maire de Quincy, fonction qu'il gardera jusqu'à sa mort. De 1800 à 1826, il est membre du conseil général de l'Aisne et en fut son président en 1823.

Il meurt à Quincy-Basse le 13 février 1827.